# Lophopappus
Lophopappus Rusby, 1894 è un genere di piante angiosperme dicotiledoni della famiglia delle Asteraceae.

## Descrizione
Le specie di questo gruppo hanno un habitus perenne arbustivo ben ramificato (ma con rami inermi) con fusti spesso viscosi. Sono prive di lattice.
Le foglie lungo il caule sono disposte in modo alternato e sono densamente raggruppate su rami ascellari. La lamina fogliare è semplice, con superficie viscosa e lucida. Il contorno è intero o dentato (a volte minuziosamente dentellato).
Le infiorescenze sono composte da capolini terminali solitari o raccolti in formazioni di stretti grappoli, sessili o brevemente peduncolati. I capolini sono omogami e sono formati da un involucro a forma da cilindrica a strettamente campanulata composto da poche brattee (o squame) all'interno delle quali un ricettacolo fa da base ai fiori. Le brattee, simili a foglie, disposte su 3 serie in modo embricato sono simili a foglie con una spina apicale. Il ricettacolo, papillato, è piccolo a forma da piatta a leggermente convessa è nudo (senza pagliette).
I fiori sono tetraciclici (a cinque verticilli: calice – corolla – androceo – gineceo) e in genere pentameri (ogni verticillo ha 5 elementi). I fiori sono ermafroditi e fertili.
- Formula fiorale:

*/x K {\displaystyle \infty }, [C (5), A (5)], G 2 (infero), achenio
- Calice: i sepali del calice sono ridotti ad una coroncina di squame.
- Corolla: in genere le corolle sono bilabiate: il labbro esterno è corto ed moderatamente trilobato o profondamente trilobo; il labbro interno ha due profondi lobi arrotolati, oppure è lungamente bidentato. Oppure le corolle sono profondamente pentalobate (actinomorfe). Le corolle dei fiori del disco sono bilabiate (raramente con 5 lobi di uguali dimensioni). Le corolle, di solito profumate, sono colorate dal bianco al bianco giallastro.
- Androceo: l'androceo è formato da 5 stami con filamenti liberi e antere saldate in un manicotto circondante lo stilo.[9] Le antere in genere hanno una forma sagittata con appendici apicali acute e intere. Le teche sono calcarate (provviste di speroni) e provviste di code. Il polline normalmente è tricolporato a forma sferica (può essere microechinato).
- Gineceo: il gineceo ha un ovario uniloculare infero formato da due carpelli.[9] Lo stilo è unico e con due stigmi moderatamente lunghi e divergenti nella parte apicale; il fusto dello stilo si ispessisce gradualmente verso l'alto. A volte il nodo basale, glabro, dello stilo è presente. Gli apici degli stigmi sono troncati e sono ricoperti da piccole papille o in qualche caso da peli penicillati. L'ovulo è unico e anatropo.

I frutti sono degli acheni con pappo. La forma degli acheni è fusiforme o cilindrica ristretta verso la base; le pareti sono ricoperte da coste (raramente sono presenti dei rostri) e sono glabre (o eventualmente setolose). Il carpopodium è uno stretto anello o corto cilindro. Il pappo è formato da setole disposte su una serie, sono barbate o piumose del tutto o a volte sono subpiumose solo apicalmente, ed è direttamente inserito nel pericarpo o connato in un anello parenchimatico posto sulla parte apicale dell'achenio. Il colore del pappo è paglierino.

## Biologia
- Impollinazione: l'impollinazione avviene tramite insetti (impollinazione entomogama tramite farfalle diurne e notturne).
- Riproduzione: la fecondazione avviene fondamentalmente tramite l'impollinazione dei fiori (vedi sopra).
- Dispersione: i semi (gli acheni) cadendo a terra sono successivamente dispersi soprattutto da insetti tipo formiche (disseminazione mirmecoria). In questo tipo di piante avviene anche un altro tipo di dispersione: zoocoria. Infatti gli uncini delle brattee dell'involucro si agganciano ai peli degli animali di passaggio disperdendo così anche su lunghe distanze i semi della pianta.

## Distribuzione e habitat
Le specie di questo gruppo sono distribuite nel Sudamerica (Argentina, Bolivia, Cile e Perù).

## Tassonomia
La famiglia di appartenenza di questa voce (Asteraceae o Compositae, nomen conservandum) probabilmente originaria del Sud America, è la più numerosa del mondo vegetale, comprende oltre 23.000 specie distribuite su 1.535 generi, oppure 22.750 specie e 1.530 generi secondo altre fonti (una delle checklist più aggiornata elenca fino a 1.679 generi). La famiglia attualmente (2021) è divisa in 16 sottofamiglie.

### Filogenesi
La sottofamiglia Mutisioideae, nell'ambito delle Asteraceae occupa una posizione "basale" (si è evoluta precocemente rispetto al resto della famiglia) ed è molto vicina alla sottofamiglia Stifftioideae. La tribù Nassauvieae con la tribù Mutisieae formano due "gruppi fratelli" ed entrambe rappresentano il "core" della sottofamiglia.
Il genere Lophopappus nell'ambito della tribù Nassauvieae, da un puto di vista filogenetico ed evolutivo, occupa una posizione tarda: insieme al genere Proustia (formano un "gruppo fratello") rappresenta il "core" della tribù. Una specie affine a quella di questa voce è Proustia. Lophopappus differisce per i capolini, la mancanza di spine sui rami corti e il colore della corolla (biancastro in Lophopappus, rosa o viola in Proustia).
I caratteri distintivi per le specie di questo genere sono:
- le specie sono arbustive con brachiblasti (o macroblasti);
- la corolla è bilabiata o tubolare;
- i rami dello stilo (stigmi) sono dorsalmente papillosi.

Un recente studio ha analizzato la posizione filogenetica di alcune specie di questo genere. Le specie L. tarapacanus e L. cuneatus hanno una disposizione politomica, mentre L. foliosus è in una posizione più "basale". Sembra inoltre che Lophopappus sia in rapporto parafiletico con la specie Proustia pyrifolia.

### Elenco specie
Questo genere comprende le seguenti 4 specie:
- Lophopappus blakei  Cabrera
- Lophopappus cuneatus  R.E.Fr.
- Lophopappus foliosus  Rusby
- Lophopappus tarapacanus  (Phil.) Cabrera